# Donald Wuerl
Donald William Wuerl (ur. 12 listopada 1940 w Pittsburghu) – amerykański duchowny rzymskokatolicki, doktor nauk teologicznych, rektor seminarium w St. Paul w Pittsburghu w latach 1981–1985, biskup pomocniczy Seattle w latach 1985–1988,
biskup diecezjalny Pittsburgha w latach 1988–2006, arcybiskup metropolita waszyngtoński i tym samym kanclerz na Katolickim Uniwersytecie Ameryki w latach 2006–2018, kardynał prezbiter od 2010, administrator apostolski sede vacante Waszyngtonu w latach 2018–2019, od 2018 arcybiskup senior archidiecezji waszyngtońskiej.

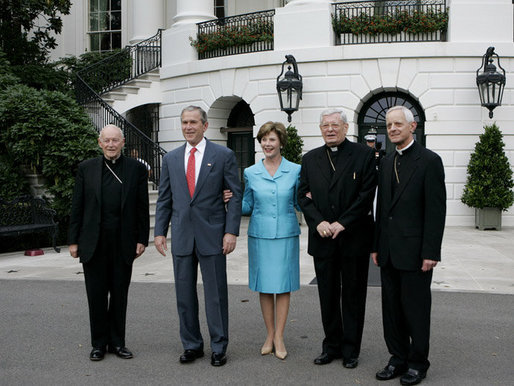
Donald Wuerl (pierwszy z prawej) w Białym Domu

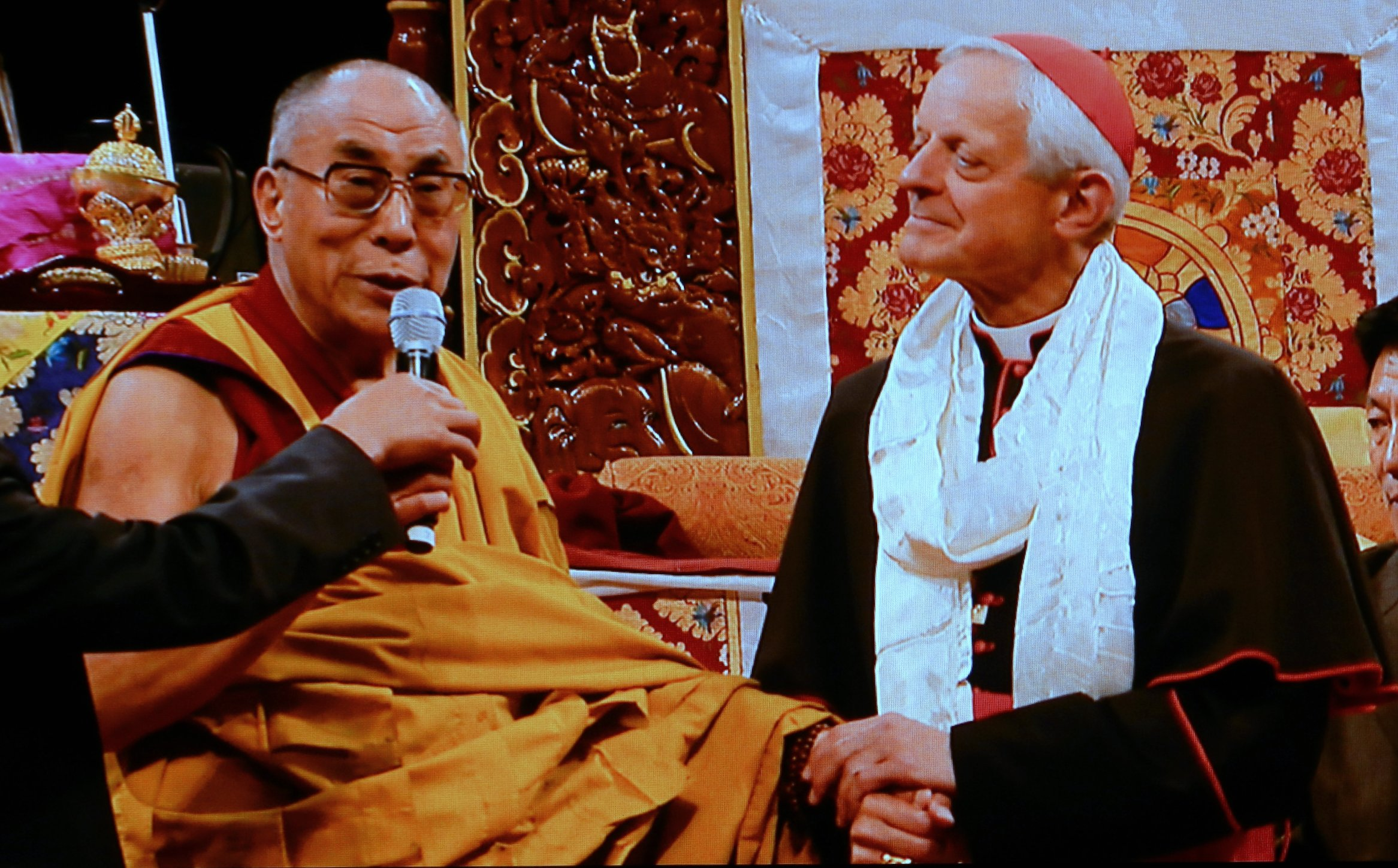
Donald Wuerl i 14 dalajlama

## Życiorys
Przyszedł na świat 12 listopada 1940 w Pittsburghu, gdzie później uczęszczał do szkoły. Studiował w Ateneum w Cincinnati (stan Ohio), a następnie na Katolickim Uniwersytecie Ameryki w Waszyngtonie i Uniwersytecie Gregoriańskim w Rzymie. W 1974 obronił doktorat z teologii na Papieskim Uniwersytecie Świętego Tomasza z Akwinu w Rzymie.
Święcenia kapłańskie otrzymał 17 grudnia 1966 z rąk biskupa Franciszka Fryderyka Reh. Po święceniach został wikarym w parafii św. Rozalii w Pittsburghu Greenfield's, a następnie osobistym sekretarzem biskupa Pittsburgha Johna Wrighta. Pozostał sekretarzem Wrighta, gdy ten został mianowany w 1969 prefektem Kongregacji ds. Duchowieństwa.
Wuerl był rektorem seminarium w St. Paul w Pittsburghu od 1981 do 1985.
30 listopada 1985 Donald Wuerl został powołany na urząd biskupa pomocniczego archidiecezji Seattle oraz otrzymał tytuł biskupa tytularnego Rossmarkaeum. Został konsekrowany na biskupa 6 stycznia 1986 w bazylice św. Piotra w Rzymie przez papieża Jana Pawła II.
12 lutego 1988 Wuerl został mianowany jedenastym biskupem diecezji Pittsburgh. Ingres odbył się 25 marca 1988. W diecezji tej przeprowadził program Reorganizacja i Rewitalizacja Parafii (The Parish Reorganization and Revitalization Project) polegający na łączeniu i likwidacji małych parafii. Program ten jest obecnie wykorzystywany jako wzór dla innych diecezji.
Od 1990 Wuerl był gospodarzem telewizyjnego programu Teaching of Christ (Nauczanie Chrystusa), oraz napisał katechizm dla dorosłych o tej samej nazwie.
Donald William Wuerl został mianowany arcybiskupem Waszyngtonu w dniu 16 maja 2006. Ingres odbył się 22 czerwca 2006 w bazylice Narodowym Sanktuarium Niepokalanego Poczęcia. Paliusz otrzymał od papieża Benedykta XVI w dniu 29 czerwca 2006. 20 października 2010 znalazł się na ogłoszonej przez papieża liście 24 nowych kardynałów, których kreacja nastąpiła na konsystorzu 20 listopada 2010. 12 listopada 2020 w związku z ukończeniem 80 lat utracił prawo do udziału w konklawe.
Brał udział w konklawe 2013, które wybrało papieża Franciszka.
W 2010 został wybrany szefem zarządu Fundacji Papieskiej, którym był do 30 października 2018 kiedy to zastąpił go kard. Seán O’Malley.

## Podejrzenia o tuszowanie przypadków molestowania seksualnego
W sierpniu 2018, po opublikowaniu raportu dotyczącego seksualnego molestowania małoletnich przez ponad 300 duchownych katolickich w stanie Pensylwania, został wskazany jako hierarcha tuszujący skandal. W latach 1988–2006, gdy był ordynariuszem diecezji Pittsburgh, w diecezji tej duchownymi pozostawało ponad 100 sprawców molestowania małoletnich.
Najbardziej kontrowersyjna sprawa dotyczy ks. Ernesta Paone, który został wyświęcony w 1957 roku. Mimo iż już na początku lat 60. pojawiały się pod jego adresem oskarżenia związane z wykorzystywaniem seksualnym małoletnich, był on przenoszony między parafiami, a w roku 2001 przeszedł na emeryturę. Wtedy też, blisko 41 lat od ujawnienia popełniania molestowania seksualnego ks. Paone miał otrzymać zapewnienie od kardynała Wuerla, że diecezja będzie pokrywać wszelkie koszty jego utrzymania.
12 października 2018 papież Franciszek przyjął rezygnację Donalda Wuerla z funkcji metropolity waszyngtońskiego, jednocześnie mianując go administratorem apostolskim archidiecezji.